# Aptychotrema vincentiana
Aptychotrema vincentiana е вид хрущялна риба от семейство Rhinobatidae. Видът е незастрашен от изчезване.

## Разпространение и местообитание
Разпространен е в Австралия (Виктория и Западна Австралия).
Среща се на дълбочина от 20 до 197 m, при температура на водата от 15 до 26,9 °C и соленост 34,4 – 36,1 ‰.

## Описание
На дължина достигат до 79 cm.